# رودخانه سرخ (فیلم ۲۰۲۳)
رودخانه سرخ (چینی ساده: 满江红) یک فیلم درام تاریخی و دلهره‌آور محصول سال ۲۰۲۳ سینمای چین به کارگردانی ژانگ ییمو با بازی شن تنگ و جکسون یی، ژانگ یی، لی جیایین، وانگ جیایی و یو یونپنگ است. این فیلم در ۲۲ ژانویه ۲۰۲۳، همزمان با روز سال نو چینی، در سینماهای چین اکران شد.

## داستان
این فیلم داستانی رازآلود را روایت می‌کند که در دوران آغاز سلسله دودمان سونگ رخ می‌دهد. چهار سال پس از مرگ یو فی اتفاق می‌افتد. یک قتل مرموز در اقامتگاه کین هوی زمانی رخ می‌دهد که او با نمایندگانی از سلسله جین رقیب ملاقات می‌کند. یک سرباز و یک فرمانده درگیر یک توطئه بزرگ می‌شوند که یکی از فرستادگان جین از بین می‌رود و نامه محرمانه‌ای گم شده‌است. مراقبان صالح مسئول این حادثه هستند و می‌خواهند یک خائن مظنون را بکشند.

## تولید
فیلمبرداری در ۲۶ ژوئن ۲۰۲۲ آغاز شده است. فیلمبرداری درشانشی انجام شد. فیلمبرداری آن در آگوست ۲۰۲۲ به پایان رسید.